# Governo Adenauer II
Il secondo governo Adenauer fu il secondo governo della Germania Ovest, in carica dal 20 ottobre 1953 al 29 ottobre 1957, durante la 2ª legislatura del Bundestag.
Il governo, guidato dal cancelliere federale Konrad Adenauer, era appoggiato da una coalizione di centrodestra composta dall'Unione Democratico Cristiana (CDU), dall'Unione cristiano sociale bavarese (CSU), dal Partito liberaldemocratico (FDP, dal 1956 Partito Popolare Liberale, FVP), dal Partito Tedesco (DP) e dal Blocco dei Rifugiati (BHE).

## Situazione Parlamentare
| Camera    | Collocazione | Partiti                                                    | Seggi     |
| --------- | ------------ | ---------------------------------------------------------- | --------- |
| Bundestag | Maggioranza  | CDU (197), CSU (52), FDP (53), DP (15), GB/BHE (27), Z (3) | 347 / 509 |
| Bundestag | Opposizione  | SPD (162)                                                  | 162 / 509 |

## Composizione
| Ministero                                         | Nome | Nome                                     | Partito      |
| ------------------------------------------------- | ---- | ---------------------------------------- | ------------ |
| Cancelliere federale                              |      | Konrad Adenauer                          | CDU          |
| Affari esteri                                     |      | Konrad Adenauer fino al 6 giugno 1955    | CDU          |
| Affari esteri                                     |      | Heinrich von Brentano dall'8 giugno 1955 | CDU          |
| Interni                                           |      | Gerhard Schröder                         | CDU          |
| Giustizia                                         |      | Fritz Neumayer Fino al 16 ottobre 1956   | FDP, FVP     |
| Giustizia                                         |      | Hans-Joachim von Merkatz                 | DP           |
| Finanze                                           |      | Fritz Schäffer                           | CSU          |
| Economia                                          |      | Ludwig Erhard                            | Indipendente |
| Alimentazione, agricoltura e foreste              |      | Heinrich Lübke                           | CDU          |
| Lavoro                                            |      | Anton Storch                             | CDU          |
| Difesa Ministero creato il 08/06/1955             |      | Theodor Blank fino al 16 ottobre 1956    | CDU          |
| Difesa Ministero creato il 08/06/1955             |      | Franz Josef Strauß                       | CSU          |
| Trasporti                                         |      | Hans-Christoph Seebohm                   | DP           |
| Poste e telecomunicazioni                         |      | Hans Schuberth fino al 9 dicembre 1953   | CSU          |
| Poste e telecomunicazioni                         |      | Siegfried Balke fino al 14 novembre 1956 | CSU          |
| Poste e telecomunicazioni                         |      | Ernst Lemmer                             | CDU          |
| Alloggi                                           |      | Victor-Emanuel Preusker                  | FDP, FVP     |
| Affari dei rifugiati                              |      | Theodor Oberländer                       | BHE, CDU     |
| Rapporti con la Germania Est                      |      | Jakob Kaiser                             | CDU          |
| Affari regionali                                  |      | Heinrich Hellwege fino al 26/05/1955     | DP           |
| Affari regionali                                  |      | Hans-Joachim von Merkatz                 | DP           |
| Questioni nucleari Ministero creato il 20/10/1955 |      | Franz Josef Strauß fino al 16/10/1956    | CSU          |
| Questioni nucleari Ministero creato il 20/10/1955 |      | Siegfried Balke                          | CSU          |
| Questioni familiari                               |      | Franz-Josef Wuermeling                   | CDU          |
| Cooperazione economica, vice-cancelliere          |      | Franz Blücher                            | FDP, FVP     |
| Senza portafoglio                                 |      | Robert Tillmanns deceduto il 12/11/1955  | CDU          |
| Senza portafoglio                                 |      | Waldemar Kraft fino al 16/10/1956        | BHE, CDU     |
| Senza portafoglio                                 |      | Hermann Schäfer fino al 16/10/1956       | FDP, FVP     |
| Senza portafoglio                                 |      | Franz Josef Strauß fino al 12/10/1955    | CSU          |